# Soy inocente
Soy inocente es una película de misterio cómica peruana de 2023 dirigida por Pedro Flores Maldonado, sobre un guion del propio Flores Maldonado y Yiddá Eslava. Producción ejecutiva estuvo a cargo de Eslava, quien es también la protagonista de la película junto al actor mexicano Édgar Vivar, y cuenta con la participación especial del cantante argentino Pablo Ruiz. Se estrenó en los cines peruanos el 19 de enero de 2023 y contó con un preestreno exclusivo para la prensa el día 12 de enero de 2023.

## Sinopsis
Sofía lleva una vida austera como ama de llaves, queriendo ahorrar cada centavo para mantener a sus hermanos y madre. Un día como cualquier otro, se ve envuelta en la escena de un crimen en una habitación de hotel. Es inocente, pero sus huellas dactilares están por todas partes. Para conservar su trabajo en el hotel colonial y, lo más importante, no ir a la cárcel, Sofía debe demostrar su inocencia. Pero necesita ayuda, por lo que también incrimina a Mame, su compañera de trabajo.

## Reparto
Los actores que participaron en esta película son:
- Yiddá Eslava como Sofía
- Pablo Ruiz como Él mismo
- Mariella Zanetti como María Melissa 'Mame'
- Yarlo Ruiz como Amadeo
- Rodolfo Carrión como Anacleto 'Lagartija'
- Édgar Vivar como Fran
- Pietro Sibille como Roberto
- Patricia Portocarrero como Agata / Presentadora de televisión
- Eva Ayllón como Eva
- Jorge Mena como Empresario
- Gamille Ode Sanchez como María Melissa 'Mame' de joven.
- Facundo Oliva Cayo como Pablo Ruiz de joven.
- Junior Ñasco como doble de Pablo Ruiz.

## Producción
El rodaje comenzó a principios de septiembre de 2022 y finalizó el 2 de octubre del mismo año.

## Recepción
Soy inocente atrajo a más de 30 000 espectadores en su primer fin de semana, convirtiéndose en el tercer mejor estreno peruano pospandemia.